# Lunovula superstes
Lunovula superstes là một loài ốc biển, là động vật thân mềm chân bụng sống ở biển trong họ Pediculariidae.